# Bruno Arady
Bruno Gustavo Arady Mata (Montevideo, 1º gennaio 2007) è un calciatore uruguaiano, attaccante del Nacional.

## Caratteristiche tecniche
È un'ala sinistra.

## Carriera
È cresciuto nel settore giovanile del Nacional, con cui ha debuttato il 23 novembre 2024 nell'incontro di Copa Uruguay vinto 4-0 contro il Montevideo City Torque. Promosso in prima squadra in vista della stagione successiva, il 2 febbraio 2025 ha debuttato in Primera División nella partita vinta 1-0, sempre contro il Torque, e due settimane più tardi ha segnato il suo primo gol nella trasferta vinta 5-1 contro il Progreso.

## Statistiche

### Presenze e reti nei club
Statistiche aggiornate al 18 marzo 2025.
| Stagione        | Squadra         | Campionato      | Campionato | Campionato | Coppe nazionali | Coppe nazionali | Coppe nazionali | Coppe continentali | Coppe continentali | Coppe continentali | Altre coppe | Altre coppe | Altre coppe | Totale | Totale | Totale |
| Stagione        | Squadra         | Comp            | Pres       | Reti       | Comp            | Pres            | Reti            | Comp               | Pres               | Reti               | Comp        | Pres        | Reti        | Pres   | Reti   |        |
| --------------- | --------------- | --------------- | ---------- | ---------- | --------------- | --------------- | --------------- | ------------------ | ------------------ | ------------------ | ----------- | ----------- | ----------- | ------ | ------ | ------ |
| 2025            | PD              | 4               | 1          | CU         | 0               | 0               | CL              | 0                  | 0                  | SU                 | 0           | 0           | 4           | 1      |        |        |
| Totale carriera | Totale carriera | Totale carriera | 4          | 1          |                 | 1               | 0               |                    | 0                  | 0                  |             | 0           | 0           | 5      | 1      |        |

## Palmarès

### Club

#### Competizioni nazionali
- Supercopa Uruguaya: 1

Nacional: 2025